# Departamento Capital (La Rioja)
Capital es un departamento ubicado en la provincia de La Rioja, Argentina. Es el departamento más grande de los 18 donde, como su nombre lo indica, se sitúa la capital de la provincia. 

## Geografía

### Población
Para el censo 2022 el departamento registró 211 651 habitantes. Esto representó un aumento en la cantidad de personas del 16,9%, mayor al crecimiento poblacional provincial que se situó en 15,1%.Estos datos situaron al departamento como el más poblado y más denso de la provincia.
La ciudad más poblada es la capital riojana, con 180.995 habitantes actualmente.
- Población 1991: 105,996 habitantes (Indec, 1991)
- Población 2001: 143.000
- Población 2010: 180.995

### Parajes
- Bazán
- Carrizal
- Cebollar
- El Estanquito
- El Médano
- El Quemado
- La Ramadita
- San Antonio
- San Javier
- San Juan
- San Lorenzo
- Sierra Brava
- Talamuyuna
- Trampa del Tigre

### Sismicidad
La sismicidad de la región de La Rioja es frecuente y de intensidad baja, y un silencio sísmico de terremotos medios a graves cada 30 años en áreas aleatorias. Sus últimas expresiones se produjeron:
- 12 de abril de 1899 (126 años), a las 16.10 UTC-3 con 6,4 Richter; como en toda localidad sísmica, aún con un silencio sísmico corto, se olvida la historia de otros movimientos sísmicos regionales (terremoto de La Rioja de 1899)
- 24 de octubre de 1957 (67 años), a las 22.07 UTC-3 con 6,0 Richter (terremoto de Villa Castelli de 1957): además de la gravedad física del fenómeno se unió el olvido de la población a estos eventos recurrentes
- 28 de mayo de 2002 (22 años), a las 0.03 UTC-3, con 6,0 escala Richter (terremoto de La Rioja de 2002)[3]